# Manoir de Gennetay
Le manoir de Gennetay est un manoir situé à Morannes, en France.

## Localisation
Le manoir est situé dans le département français de Maine-et-Loire, sur la commune de Morannes.

## Historique
L'édifice est inscrit au titre des monuments historiques en 1987.